# 標示

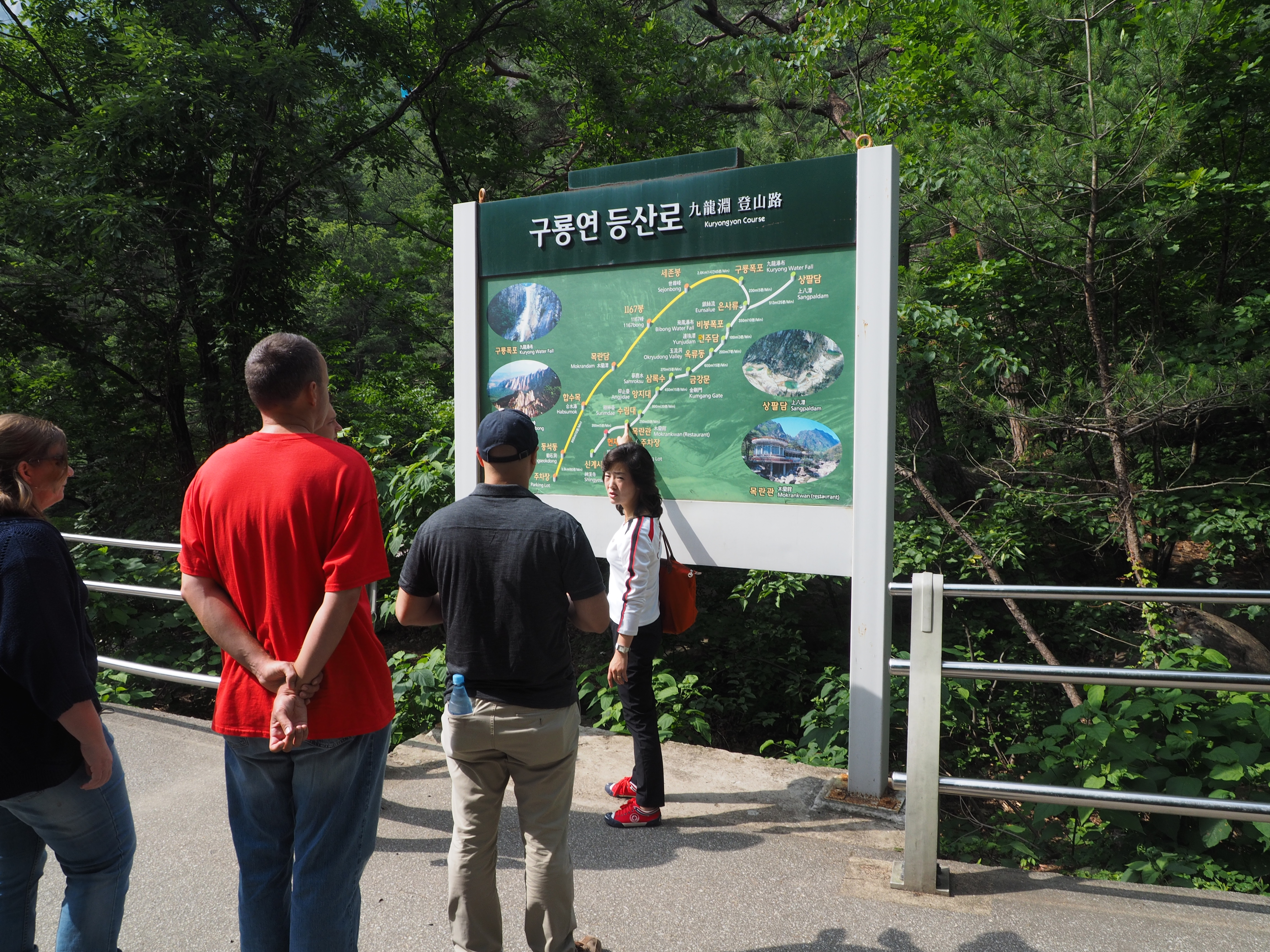
北韓金剛山國際觀光特別區標示

標示，又稱標識，是表明事物特征的记号，為事物提供可辨認的訊息之裝置，其形式多樣，可以是圖形、文字、顏色，以及任何可能引起別人注意的事物，通常以单纯、显著、易识别的物象、图形或文字符号为直观语言，除表示什么、代替什么之外，还具有表达意义、情感和指令行动等作用。其用途廣泛，可用於室內和室外，作為個人、商店、組織、產品、地點、交通等的辨認。用於商店的標示稱為招牌。